# X연관 어린선
X연관 어린선(영어: X-linked ichthyosis) 또는 스테로이드 설파테이스 결핍증, X열성 비늘증은 스테로이드 설페이테이스 (steroid sulfatase, STS)의 선천적 결핍으로 생기는 피부 질환이며, 2000~6000 명 중의 1 명꼴로 남성에게서 발병한다.
X연관 비늘증에서 나타나는, 마르고 비늘같은 피부는 STS 유전자의 삭제 또는 돌연변이에 의한 것이다. 이 질환은 인접유전자증후군으로 인해 많은 유전자가 삭제되는 과정에서 나타날 수도 있다. 주요 치료 목표는 피부 증상을 완화시키는 것이다.

## 역사
1960년대 들어 X염색체 열성 어린선이 다른 비늘증과 감별되었다.:486:561

## 증상

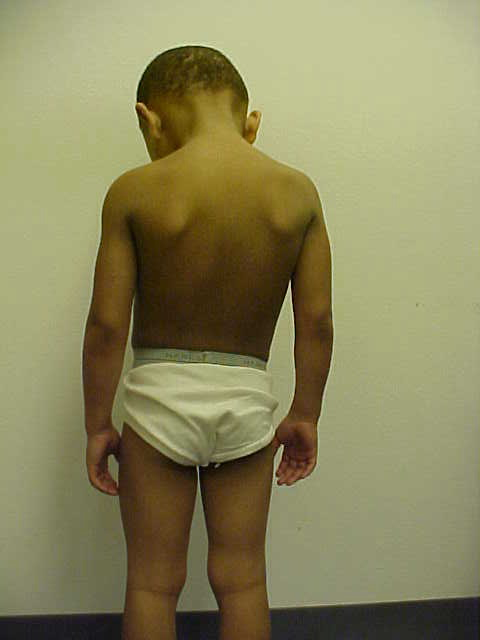

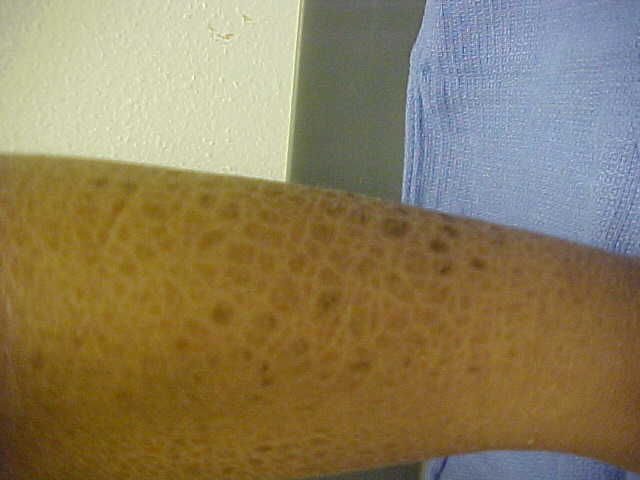

X 연관 비늘증의 주 증상은 특히 목·등·하지에 나타나는 스케일링 현상이다. 보통 신근의 표면에서 이 증상을 잘 관찰할 수 있다. 4mm 정도의 비늘이 표피에 붙어있으며 갈색이나 회색을 띨 수 있다. 여름에는 증상이 가라앉기도 한다.

## 진단
X 연관 어린선은 그 정도에 따라 출생 이후 몇 시간~돌 때까지 증상이 나타나는 기간이 다르기는 하지만 피부과 전문의가 시진으로 파악할 수 있고, 이러한 의사가 치료계획도 짜곤 한다. 정확한 검진은 생화학검사를 해서 스테로이드 설페이테이스의 결핍 유무로 가능하다. 보인자 검사는 환자의 어머니를 대상으로 실시할 수 있다. DNA 변이 혹은 삭제를 진단하기 위해서 분자진단을 시행할 때도 있다. 대한민국내에서도 이 질환은 산전진단이 가능하지만 '이러한 진단이 과연 옳은 것인가' 하는 것은 논란의 여지가 있다.

## 유전학
STS 염색체는 Xp22.3 부위에 위치해 있기 때문에 반성 유전이고, 따라서 남성과 여성에서 나타나는 양상이 다르다. 23번 염색체 쌍은 성 염색체인데, 여성은 XX염색체쌍이고 남성은 XY염색체이다. 따라서 이 질병에 이환된 사람은 남성이 많게 된다.

### 반성유전
- X연관 어린선에 이환된 환자의 경우 자손에게 X염색체를 건네주면 그 딸은 보인자가 될 것이고, Y염색체를 건네주는 경우 그 아들은 정상일 것이다.
- 보인자인 여성의 경우 아이들을 낳을 때, 문제가 있는 X염색체를 그 자손에게 물려줄 확률은 ½이다. 따라서 그 여성이 낳는 아들이 질환에 이환될 확률이 ½, 다시 보인자인 딸을 낳을 확률도 ½이다. 정상인 X염색체를 받은 자손은 이 질환에 이환되지 않을 것이다.

이전에 자식을 얼마를 출산했든지에 관계없이 각각의 출산은 독립적이며, 저 그림이나 문자로 설명한 내용들은 배우자가 이 질환과 연관되지 않은 경우에 계산된 것이라는 점을 유의해야 한다. 이 질환에 이환된 남성과 보인자인 여성이 출산을 하는 경우에는 자손이 이 질환에 이환될 확률이 당연히 높아질 것이다.

## 연관된 질환
통상적으로 이 질환의 본태적인 문제를 제외하면 다른 의학적 문제는 없다. 각막이 뿌옇게 되는 현상이 있을 수 있는데 시각에 영향을 끼치지는 않는다. 잠복고환이 몇몇 케이스에서 보고되었다. 정신지체도 몇몇 경우에서 보고된 바 있는데 스테로이드 설페이테이스 근처의 유전자 연관 때문인 것으로 보인다. SHOX 유전자를 포함해서 많은 유전자가 삭제되는 경우에는 신장이 작아질 수 있고, KAL1 유전자가 삭제되는 경우에는 칼만 증후군 등에서 보이는 성선기능저하증이 올 수 있다.
여성 보인자의 경우 상기된 문제는 없지만 STS 유전자가 태반의 기능을 하기 때문에 어쩌다가 난산을 하는 경우도 있다. 그렇기 때문에 보인자인 사람들은 산부인과 의사들에게 이런 사실을 알려주어야 한다.

## 치료
이 질환은 유전자에 의해서 이환되기 때문에 치료하기는 매우 어렵다. 따라서 치료방향 설정은 과도한 각질을 줄여나가고 피부를 촉촉하게 하는 것으로 잡는다. 따라서 다양한 국소크림을 처방한다.
- 다핵체의 방출을 촉진하기 위해 암모늄락테이트[락하이드린]같은 각질 용해제
- 국소 이소트레티노인
- 국소 수용체 선택적 타자로틴 레티노이드[18]

과학자들이 질환을 치료하기 위해 유전자 치료를 연구하고 있는 중이다.

## 같이 보기
- 어린선
- 카바잘 증후군